# Стевич, Хрвое
Хрвое Стевич (хорв. Hrvoje Stević; род. 8 января 1980, Осиек) — хорватский шахматист, гроссмейстер (2002). Тренер ФИДЕ (2015).
Чемпион мира среди юношей до 16 лет (1995). Чемпион Хорватии (2008).
В составе сборной Хорватии участник 7-и Олимпиад (1998, 2002—2004, 2008—2014) и 7-и командных чемпионатов Европы (1997—1999, 2003—2005, 2009—2013).

## Изменения рейтинга
| Графики недоступны из-за технических проблем. См. информацию на Фабрикаторе и на mediawiki.org. |